# Китайский танк
«Китайский танк» — первый сольный альбом Армена Григоряна и группы «3’ Ангел».

## История создания
Целью создания альбома было желание Григоряна играть более современную музыку, поэтому с самого начала большое внимание уделялось саунд-продюсированию и аранжировкам.
…Запись первого альбома нового проекта заняла достаточно много времени — больше года. Работа была над каждой нотой, песня сначала моделировалась, потом подбирались любые инструменты, которые были бы интересны. Процесс был очень увлекательный и интересный, потому что для каждой песни мы искали новые звуки, новые формы, и старались сделать что-то увлекательное и нестандартное — прежде всего, для себя. (Из интервью А. Григоряна)

Концертная презентация альбома «Китайский танк» состоялась 19 мая 2006 года в CDK МАИ (Москва). Студией «Муха» был отснят клип к заглавной песне альбома.

## Интересные факты
- «Китайский танк» — первый из намеченных альбомов сольного проекта. Создано несколько англоязычных версий песен, ведутся переговоры с иностранными компаниями.[1]
- Программа «Китайский танк» была представлена на рок-фестивалях «Крылья» (29.07.2006) и «Нашествие» (05.08.2006).
- В марте 2006 года заглавная песня альбома заняла пятое место в «Чартовой дюжине» «Нашего радио».[2]
- Песня «Регтайм» получила широкую популярность в качестве музыкального лейтмотива российского сериала «Студенты».

## Список композиций
1. Фредди Крюгер (03:31)
2. Агни-йога (04:06)
3. Китайский танк (03:10)
4. L’amour De Trois (04:16)
5. Студент-отшельник (04:10)
6. Моя лошадь (03:58)
7. Маразм неизбежен (04:57)
8. XXXL (04:24)
9. Отец родной (03:39)
10. Конец, Света! (04:20)
11. Король-краснобай (03:14)
12. Регтайм (бонус-трек) (03:33)
13. Агни-йога (remix) (бонус-трек) (03:44)
14. Chinese Tank (бонус-трек) (03:09)

## Участники
- Армен Григорян — вокал, гитара
- Владимир Бурхель — гитара
- Александр Протченко — ударные, бас-гитара, программирование
- Вячеслав Протченко — бас-гитара, клавишные, программирование
- Сергей Логоткин — звук